# Suwidak
Suwidak is een bestuurslaag in het regentschap Banjarnegara van de provincie Midden-Java, Indonesië. Suwidak telt 1669 inwoners (volkstelling 2010).